# روبرتا فرانك
روبرتا فرانك (بالإنجليزية: Roberta Frank)‏ هي لغوية وأستاذة جامعية أمريكية، ولدت في 9 نوفمبر 1941 في نيويورك في الولايات المتحدة.